# Aspilota pillerensis
Aspilota pillerensis är en stekelart som beskrevs av Fischer 1973. Aspilota pillerensis ingår i släktet Aspilota och familjen bracksteklar. Inga underarter finns listade.